# 韓法師
韓法師（？—1337年），四川大足人。元朝末年四川民變首領。

## 生平
元順帝至元三年（1337年）四月，韓法師發動起義，反元復宋，自號南朝趙王，曾一度連奪大足、銅梁一帶七個州縣。同年五月，四川行省參知政事舉理率軍鎮壓，韓法師被俘而死。